# پروانه ریز آراسته
پروانه ریز آراسته (Hermeuptychia intricata) گونه‌ای پروانه است که در تیره فرچه‌پایان قرار دارد. این پروانه در سواحل شرقی آمریکا زندگی می‌کند و همچنین در تگزاس، لوئیزیانا، فلوریدا و کارولینای جنوبی نیز دیده شده است. طول بال‌های جلویی این پروانه ۱۶/۵ میلی‌متر است. پروانه ریز آراسته در سال ۲۰۱۴ میلادی توصیف علمی گردید.